# Declaración de Bratislava
La Declaración de Bratislava fue el resultado de la conferencia celebrada el 3 de agosto de 1968 por los representantes de los partidos comunistas y trabajadores de Bulgaria, Hungría, Alemania del Este, Polonia, la Unión Soviética y Checoslovaquia. La declaración fue una respuesta a la Primavera de Praga, en la que se afirmó una inquebrantable fidelidad al marxismo-leninismo y al internacionalismo proletario, y declaró una lucha implacable contra la ideología "burguesa" y todas las fuerzas "antisocialistas". La Unión Soviética también expresó su intención de intervenir en cualquier país del Pacto de Varsovia si se establecía un sistema "burgués", es decir, un sistema pluralista de varios partidos políticos.
La Declaración y Hoja de Ruta de Bratislava es un documento no relacionado con este; se trata del resultado de una reunión informal de los veintisiete jefes de Estado o de gobierno el 16 de septiembre de 2016 presidido por Donald Tusk.